# 론 와이든
로널드 리 "론" 와이든(영어: Ronald Lee "Ron" Wyden, 1949년 5월 3일 ~ )은 미국의 정치인이다. 민주당 소속으로 1981년부터 1996년까지 미국 하원에서 활동했다. 그는 오리건주 의회 대표단의 상원의원이다.

## 역대 선거 결과
| 선거명        | 직책명                      | 대수  | 정당   | 득표율  | 득표수      | 결과 | 당락                   |
| ------------- | --------------------------- | ----- | ------ | ------- | ----------- | ---- | ---------------------- |
| 1980년 선거   | 하원의원 (오리건 제3선거구) | 97대  | 민주당 | 71.96%  | 156,371표   | 1위  | 오리건주 하원의원 당선 |
| 1982년 선거   | 하원의원 (오리건 제3선거구) | 98대  | 민주당 | 78.31%  | 159,416표   | 1위  | 오리건주 하원의원 당선 |
| 1984년 선거   | 하원의원 (오리건 제3선거구) | 99대  | 민주당 | 72.32%  | 173,438표   | 1위  | 오리건주 하원의원 당선 |
| 1986년 선거   | 하원의원 (오리건 제3선거구) | 100대 | 민주당 | 85.92%  | 180,067표   | 1위  | 오리건주 하원의원 당선 |
| 1988년 선거   | 하원의원 (오리건 제3선거구) | 101대 | 민주당 | 100.00% | 190,684표   | 1위  | 오리건주 하원의원 당선 |
| 1990년 선거   | 하원의원 (오리건 제3선거구) | 102대 | 민주당 | 80.75%  | 169,731표   | 1위  | 오리건주 하원의원 당선 |
| 1992년 선거   | 하원의원 (오리건 제3선거구) | 103대 | 민주당 | 77.08%  | 208,028표   | 1위  | 오리건주 하원의원 당선 |
| 1994년 선거   | 하원의원 (오리건 제3선거구) | 104대 | 민주당 | 72.54%  | 161,624표   | 1위  | 오리건주 하원의원 당선 |
| 1996년 재선거 | 상원의원 (오리건 제3부)     | 104대 | 민주당 | 47.78%  | 571,739표   | 1위  | 오리건주 상원의원 당선 |
| 1998년 선거   | 상원의원 (오리건 제3부)     | 106대 | 민주당 | 61.05%  | 682,425표   | 1위  | 오리건주 상원의원 당선 |
| 2004년 선거   | 상원의원 (오리건 제3부)     | 109대 | 민주당 | 63.39%  | 1,128,728표 | 1위  | 오리건주 상원의원 당선 |
| 2010년 선거   | 상원의원 (오리건 제3부)     | 112대 | 민주당 | 57.22%  | 825,507표   | 1위  | 오리건주 상원의원 당선 |
| 2016년 선거   | 상원의원 (오리건 제3부)     | 115대 | 민주당 | 56.60%  | 1,105,119표 | 1위  | 오리건주 상원의원 당선 |
| 2022년 선거   | 상원의원 (오리건 제3부)     | 118대 | 민주당 | 55.83%  | 1,076,424표 | 1위  | 오리건주 상원의원 당선 |

## 참고 자료
- 위키미디어 공용에 론 와이든 관련 미디어 분류가 있습니다.
- 미국 의원 인물 소개
- 론 와이든 - X
- 론 와이든 - 페이스북